# Flavio Maspoli

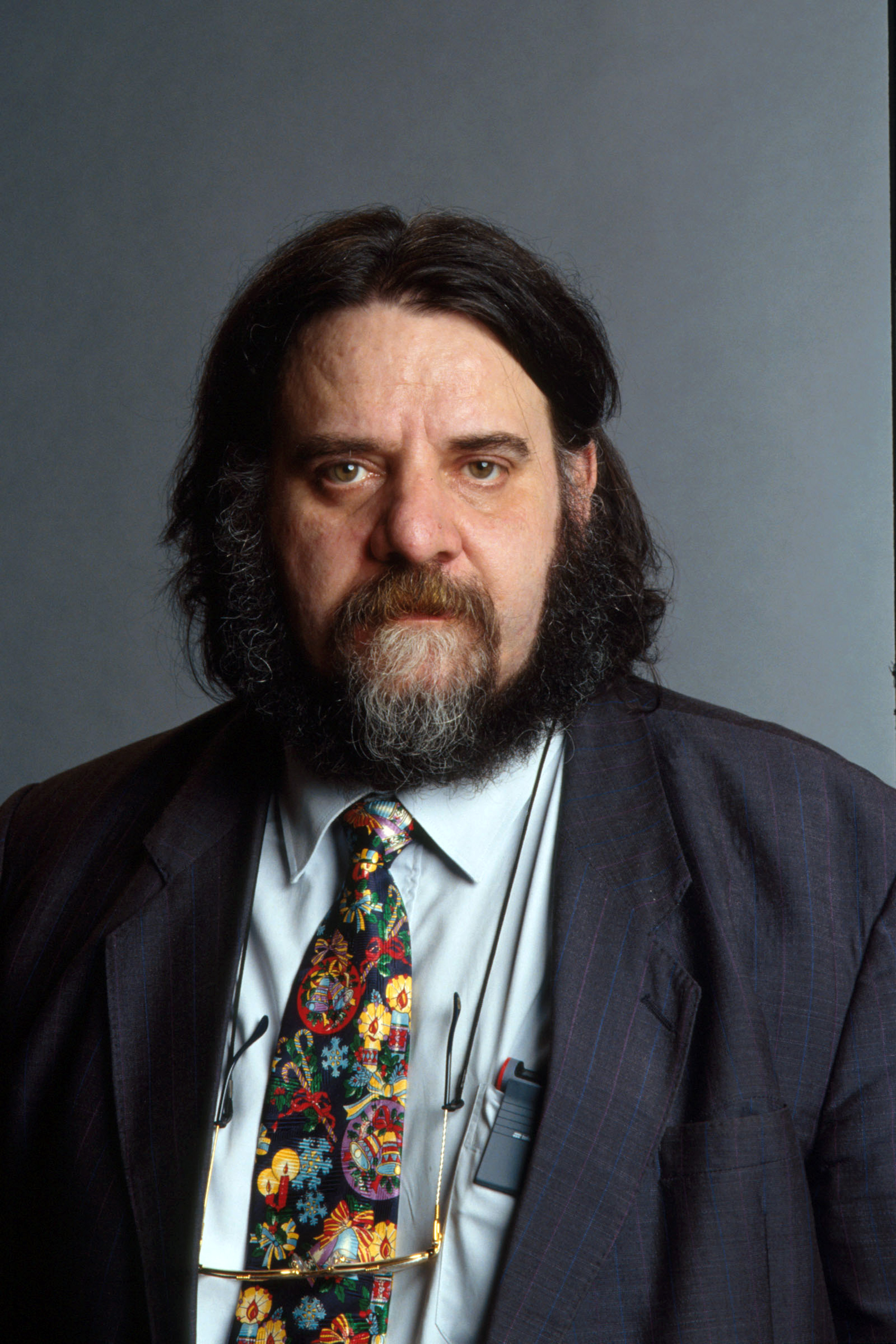
Flavio Maspoli

Flavio Maspoli (* 29. Januar 1950 in Sorengo; † 12. Juni 2007 in Lugano) war ein Schweizer Politiker (LdT).

## Biografie
Der Sohn des Schriftstellers Sergio Maspoli studierte Klavier an der Musikhochschule Luzern und Germanistik in Hamburg. Anschliessend arbeitete er als Musiklehrer, Kabarettist und Journalist. Er war Korrespondent für deutschschweizerische Zeitungen. Ausserdem schrieb er Theaterstücke.
Maspoli war Mitglied der Freisinnig-Demokratischen Partei. 1989 lernte er in der FDP Giuliano Bignasca kennen, mit dem er 1990 die von diesem finanzierte Gratiszeitung «Il Mattino della Domenica» lancierte. Ihr Erfolg bewog sie 1991 zur Gründung der Protestpartei Lega dei Ticinesi, dessen Vizepräsident Maspoli wurde. Von 1991 bis 2003 gehörte Maspoli sowohl dem Grossen Rat des Kantons Tessin als auch dem Nationalrat an. Auf kantonaler Ebene war Maspoli auch Fraktionschef. Im Nationalrat schloss sich die Lega der Fraktion der Schweizer Demokraten an. Im Juli 1993 war Maspoli an einer Bummelfahrt auf der Tessiner Autobahn beteiligt, mit der die Legisten mehr Rechte für Automobilisten zu erzwingen versuchten. In der Amtsperiode 1995–1999 war Maspoli einziger Nationalrat der Lega.
1993 lancierte er die Tageszeitung «L’Altra Notizia», die 1995 in Konkurs ging. Maspoli erklärte, seine Zeitung sei zwar gelesen worden, aber er habe keine Werbung erhalten. Er machte gegen ihn gerichtete Verleumdungskampagnen und die finanziellen Probleme seiner Zeitung für seine Nichtwahl in den Staatsrat verantwortlich. Er betätigte sich als PR-Berater für den Detaillisten Denner, kam aber beruflich und privat immer mehr in Schwierigkeiten. Ein hoher Schuldenberg hatte sich aufgetürmt. Lega-Präsident Giuliano Bignasca und die SVP-Sektion des Kantons Tessin, die eine Listenverbindung eingegangen waren, nominierten Maspoli nicht für die Nationalratswahlen 2003.
Maspoli war der Chefredaktor der von Thermoselect finanzierten Gratiszeitung «Ticino Oggi», die mit dem Auftrag für den Bau einer Kehrichtverbrennungsanlage in Giubiasco rechnete, allerdings einen Rechtsstreit mit dem Kanton Tessin hinter sich hatte. Als Lobbyist für die Interessen von Thermoselect fälschte er mit Gleichgesinnten rund 7000 Unterschriften für ein Referendum gegen einen Kredit von 9 Millionen Franken für die Vorarbeiten zu diesem Projekt. Als das Vorgehen aufflog, entschuldigte er sich bei der Tessiner Bevölkerung und wollte einzig sein Nationalratsmandat behalten. Von den andern Ämtern trat er zurück.
Maspoli kandidierte 2003 mit einer eigenen Liste namens «Risorgimento Ticinese» («Tessiner Wiedergeburt»), schaffte aber die Wiederwahl nicht und lebte fortan zurückgezogen. Der übergewichtige Kettenraucher litt an Herz- und Atembeschwerden und musste mehrfach operiert werden. In der Folge konnten die gegen ihn laufenden Strafverfahren nicht weiterverfolgt werden. In der Nacht vom 11. auf den 12. Juni 2007 erlag er im Spital seinen gesundheitlichen Problemen.